# Casas prodigiosas

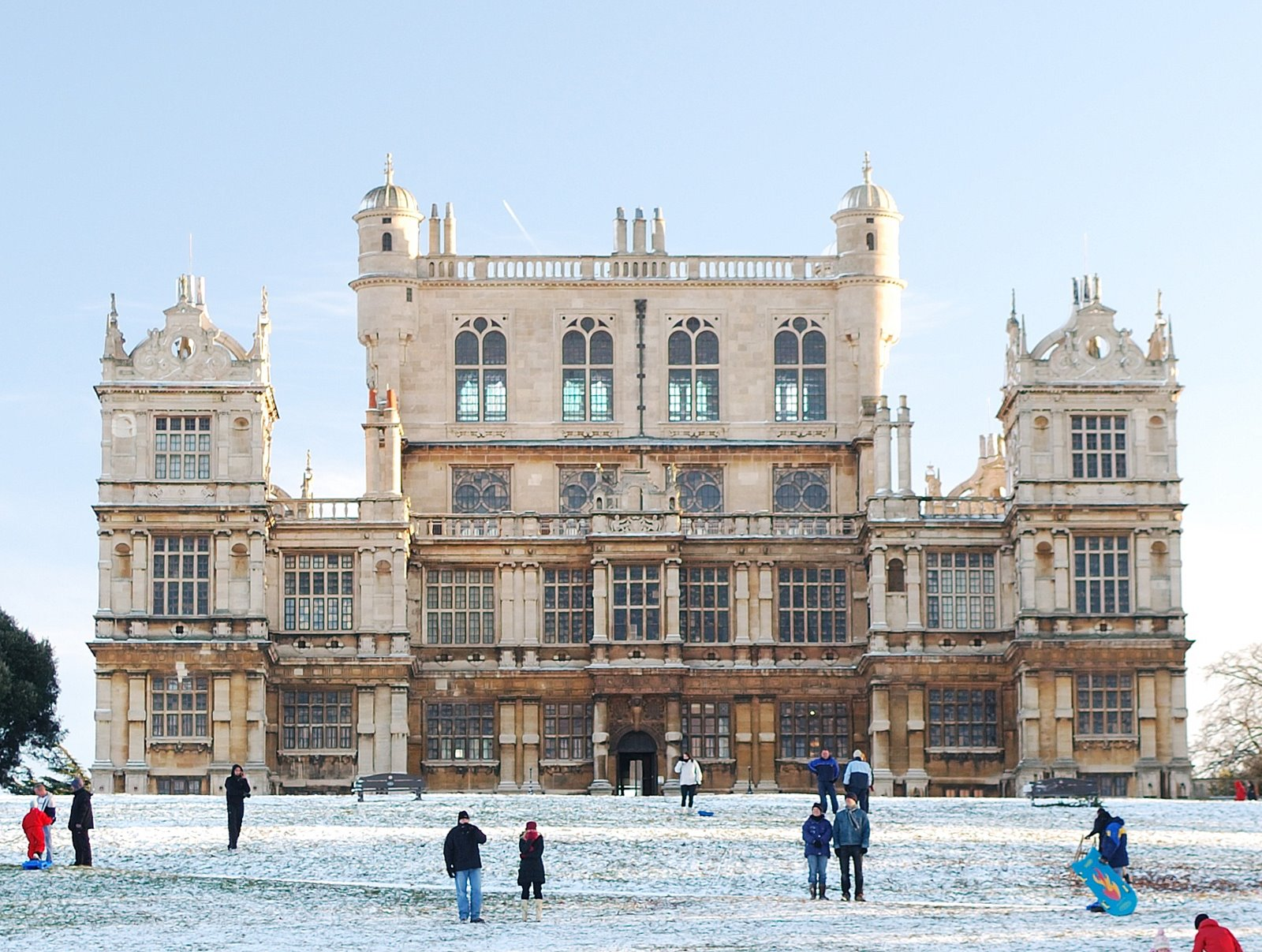
Wollaton Hall (1580-1586), Nottingham

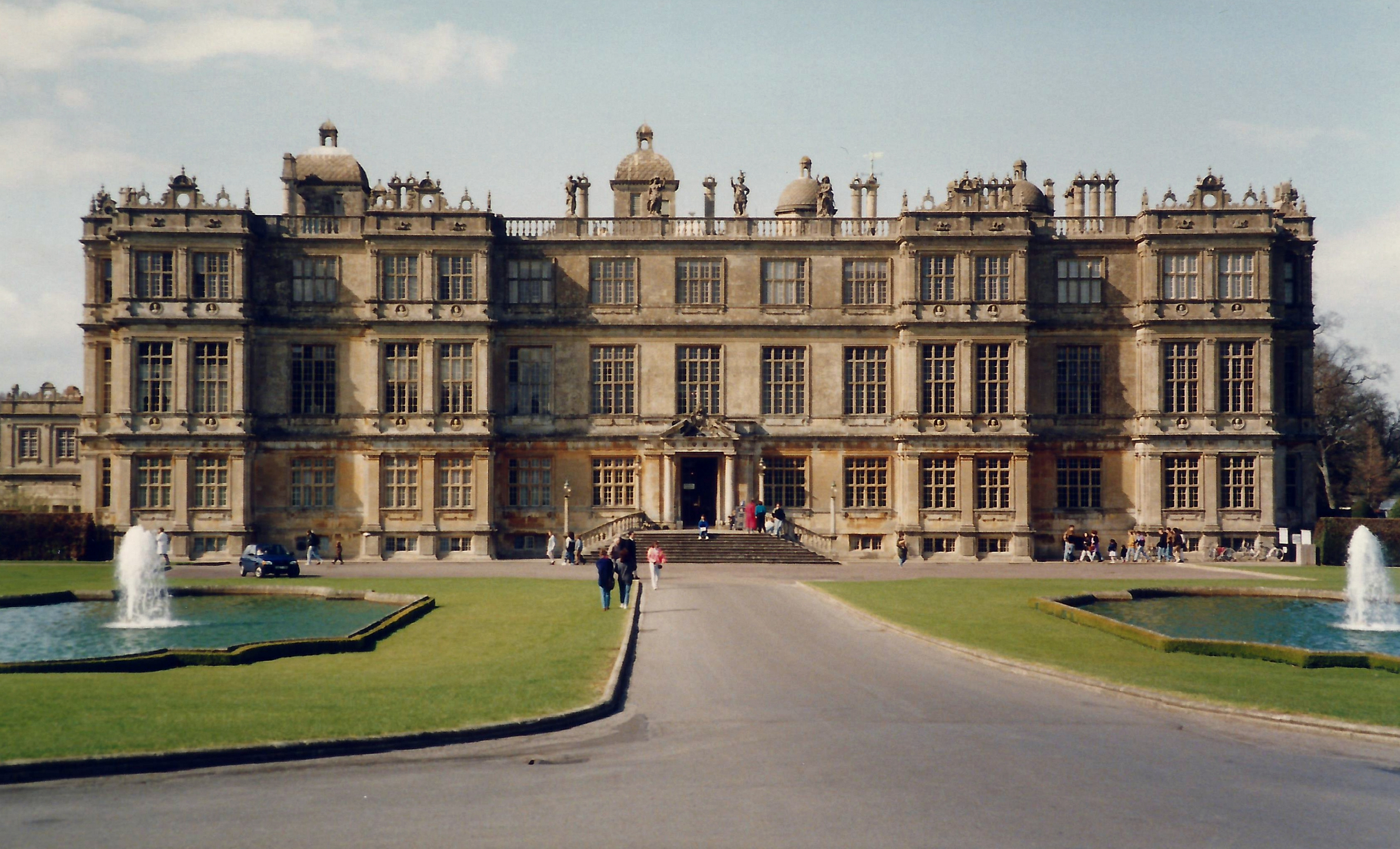
Longleat House (1568-1580), Wiltshire

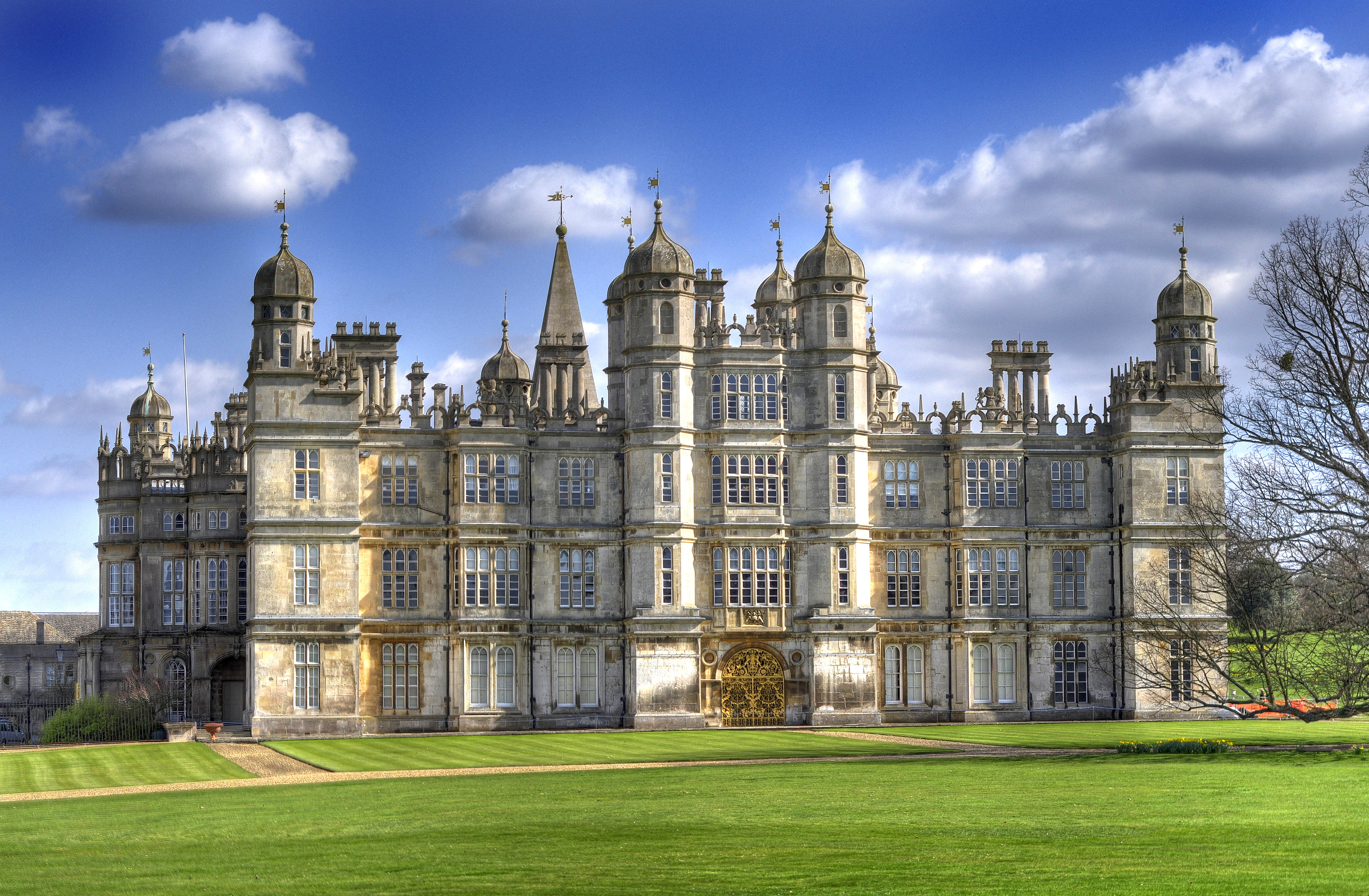
Burghley House (1555-1587), Cambridgeshire

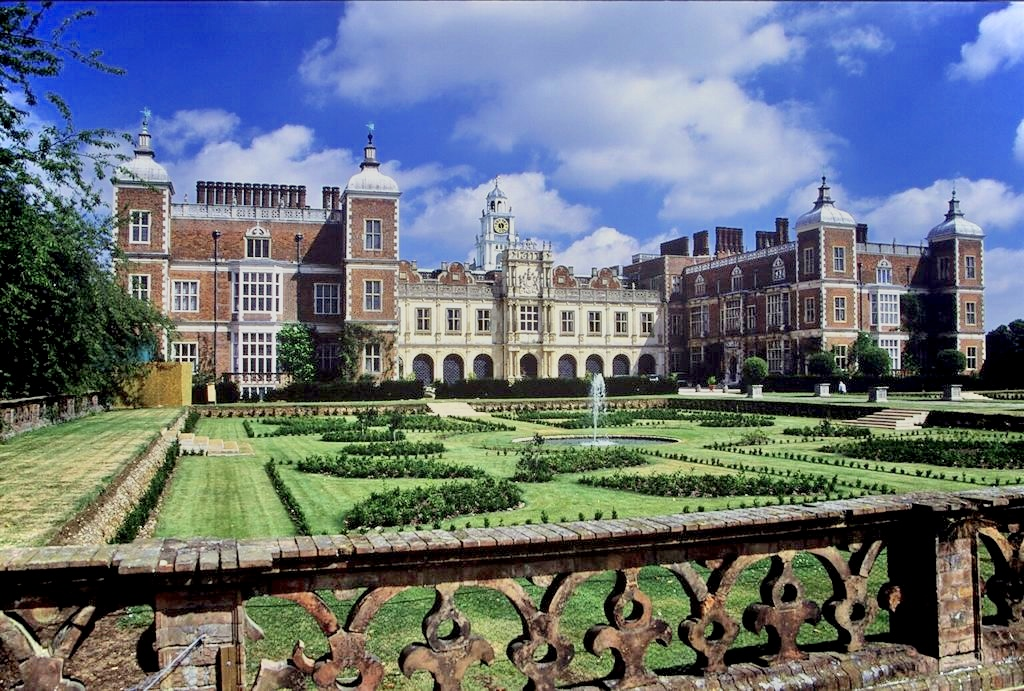
Hatfield House (1611)

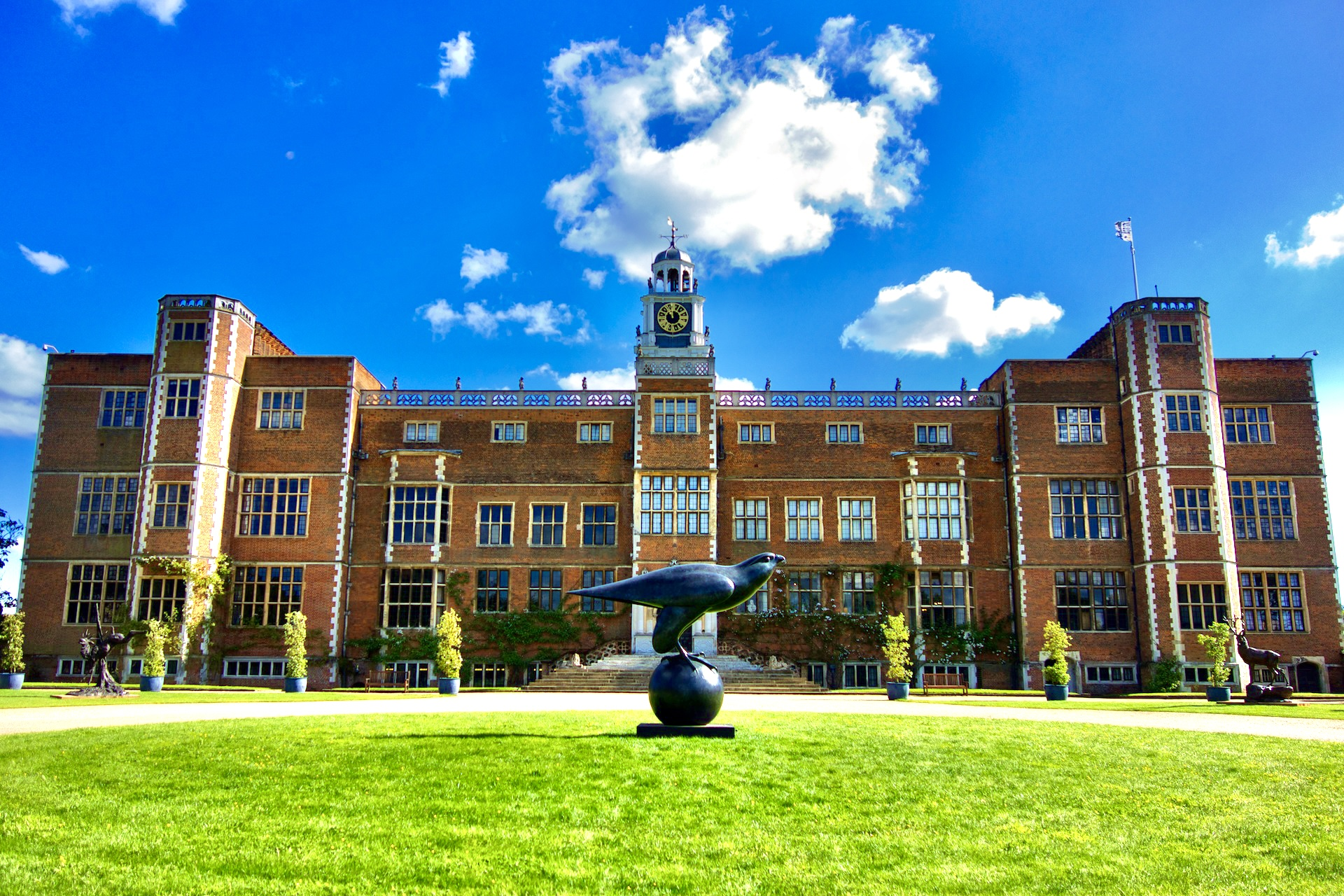
Fachada septentrional de la Hatfield House

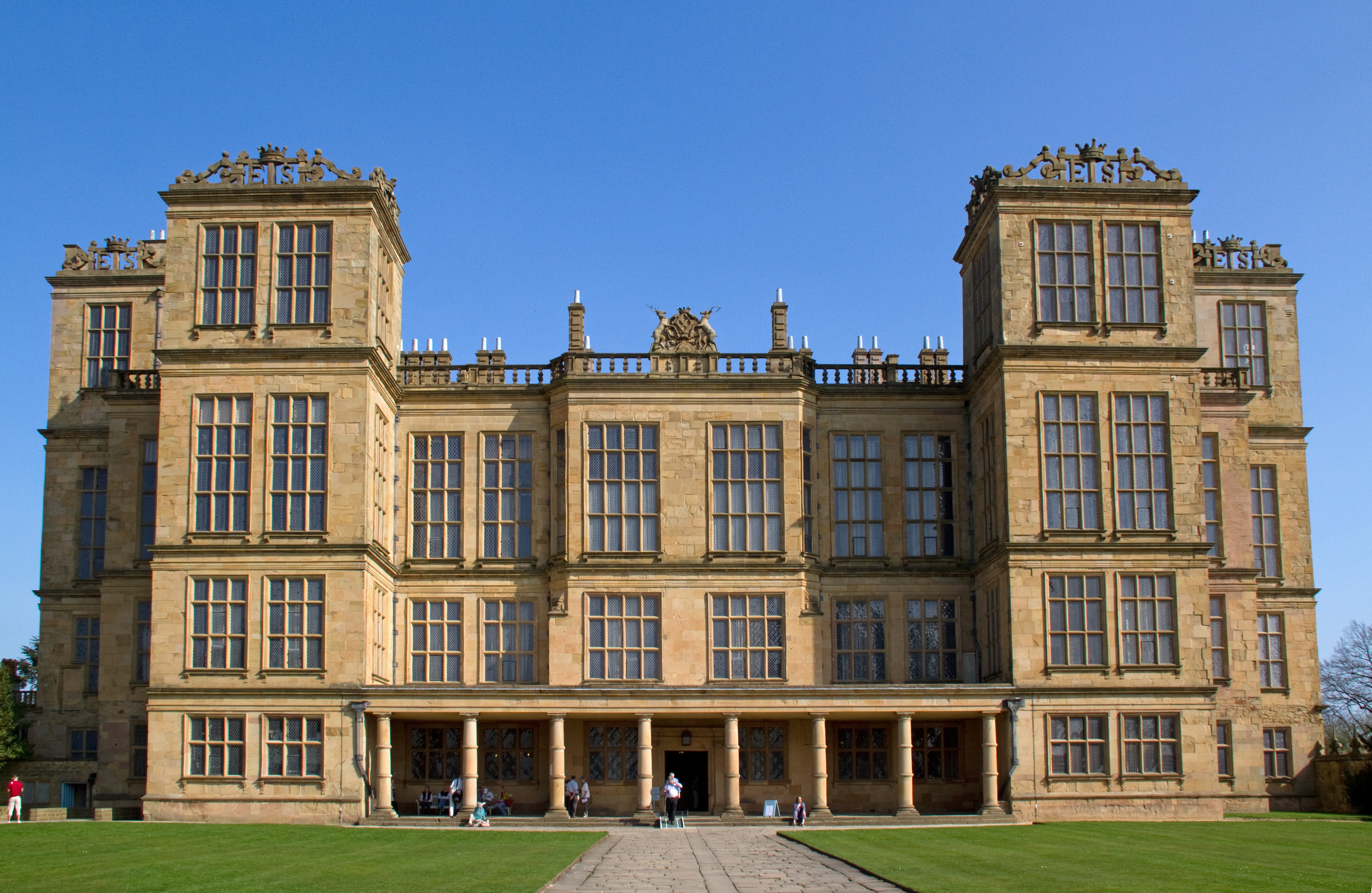
Hardwick Hall (1590-1597), Derbyshire

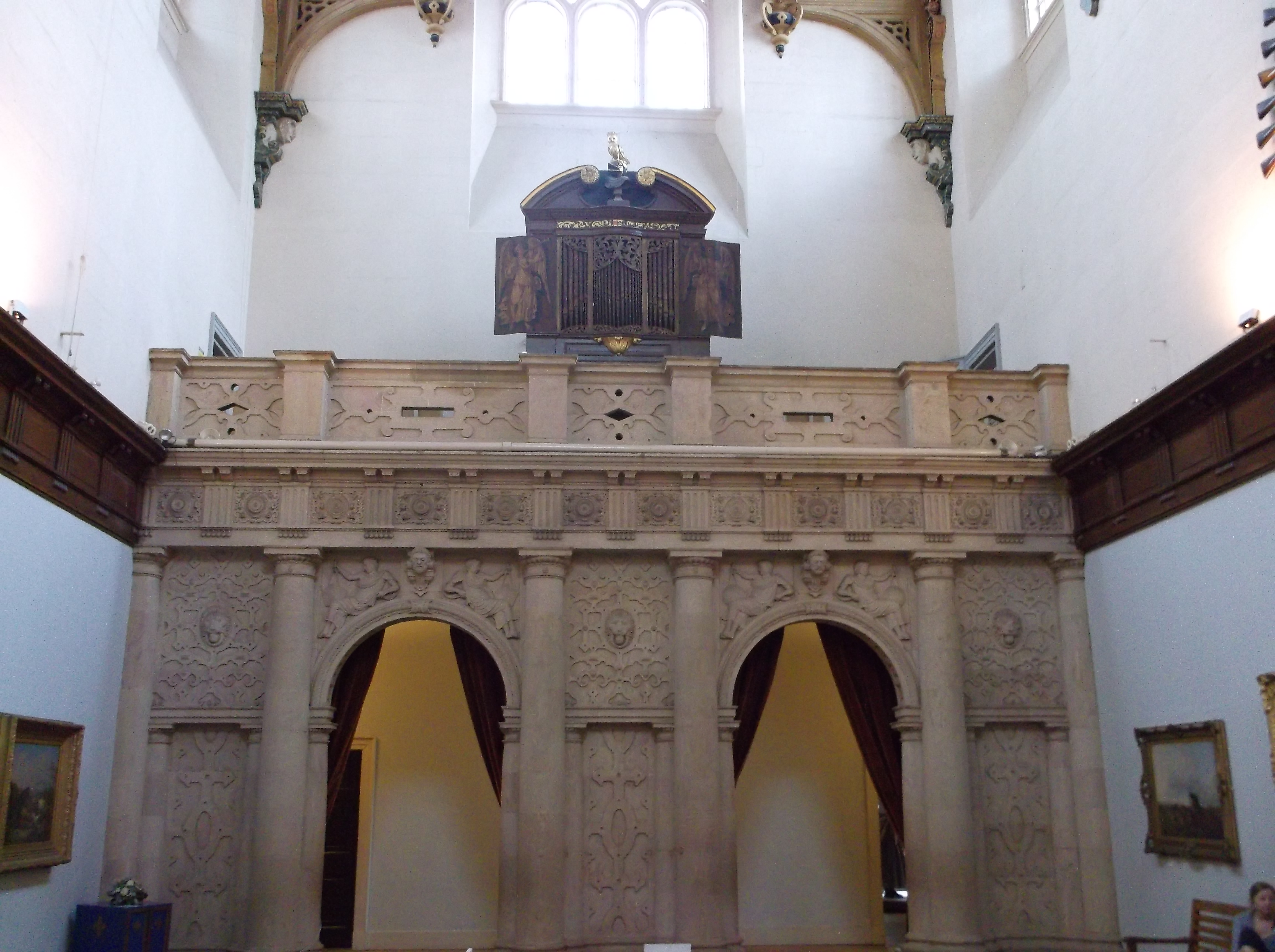
La pantalla de la sala en Wollaton Hall

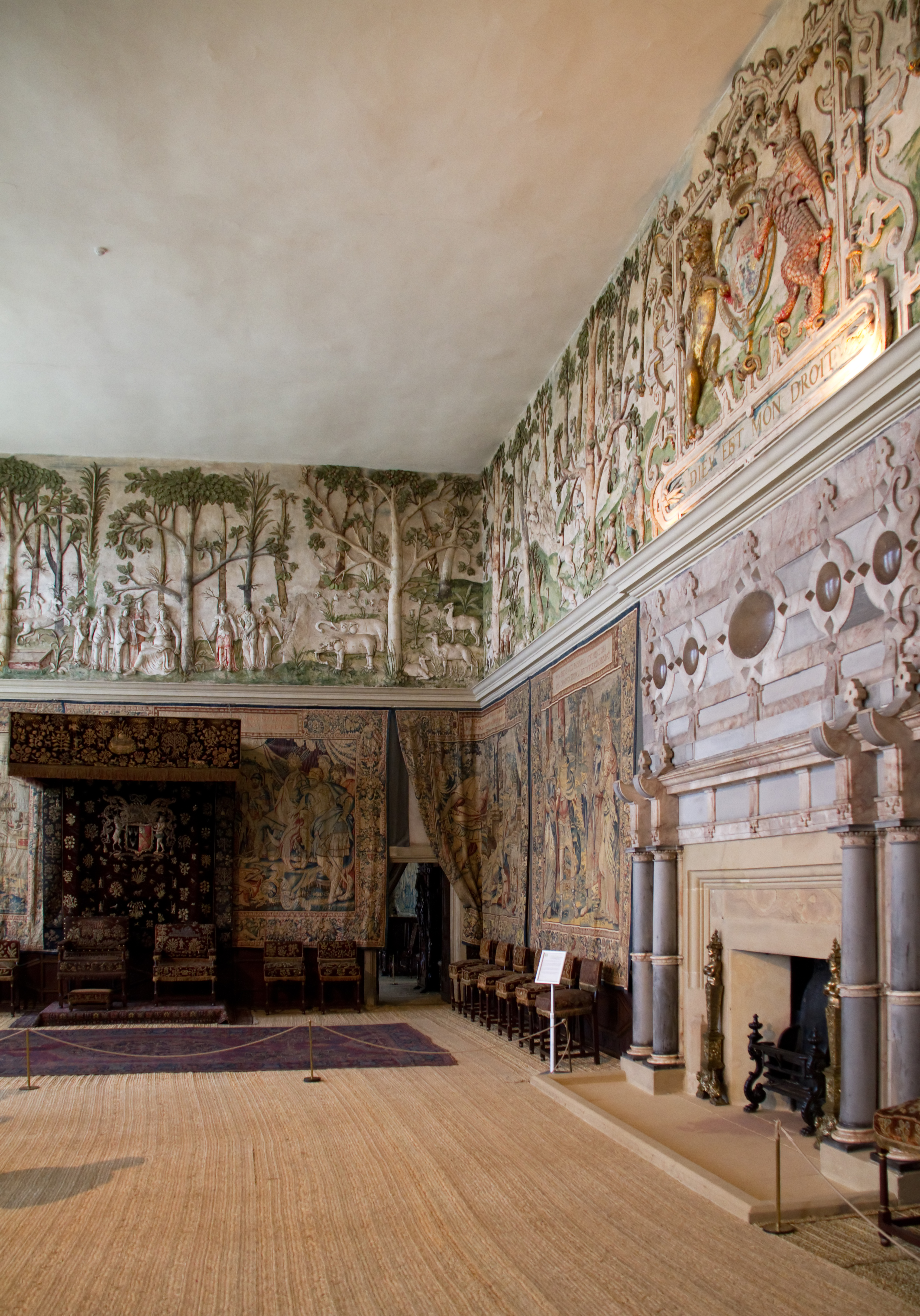
La Great High Chamber en la planta superior deHardwick Hall

Las casas prodigio o prodigiosas (en inglés: Prodigy houses) son grandes y llamativas casas de campo inglesas (country house) construidas por cortesanos y otras familias ricas, ya fuesen «palacios nobles de una escala impresionante» o «apilamientos orgullosos y ambiciosos» según el gusto. Las casas prodigio se extienden durante los períodos de la arquitectura Tudor, isabelina y jacobina, aunque el término puede estar restringido a un período central de aproximadamente 1570 a 1620.  Muchas de las más grandes fueron construidas con el objetivo de albergar a Isabel I y a su gran séquito mientras realizaban su progreso real anual alrededor de su reino. Por lo tanto, muchas están cerca de las carreteras principales, a menudo en las Midlands inglesas.
El término se origina con el historiador de la arquitectura sir John Summerson, y ha sido generalmente adoptado. Las describió como «... el más atrevido de todos los edificios ingleses». Las casas se enmarcan en el amplio estilo de la arquitectura renacentista, pero representan una versión propia del estilo inglés, que dependían principalmente de los libros para su conocimiento de los desarrollos en el continente. Andrea Palladio (1508-1580) ya estaba muerto antes de que las casas prodigio alcanzaran su apogeo, pero su estilo clásico mucho más moderado no llegó a Inglaterra hasta el trabajo de Inigo Jones en la década de 1620. Para el ornamento, la decoración manierismo nórdico francés y flamenco fue más influyente que la italiana.
Isabel I viajaba al sur de Inglaterra en "progresos" anuales de verano, alojándose en las casas de los cortesanos ricos; sin embargo, nunca fue al norte de Worcester o al oeste de Bristol, aunque al final de su reinado había muchas grandes casas más allá de estos límites autoimpuestos. Se esperaba que los anfitriones albergaran al monarca con estilo y proporcionaran alojamiento suficiente para unos 150 miembros de la corte con los que viajaban, para quienes podía ser necesario construir edificios temporales. Isabel no tardaba en quejarse si sentía que su alojamiento no había sido apropiado, y lo hizo incluso sobre dos de las casas prodigio más grandes, Theobalds House y Old Gorhambury House (ambas ahora destruidas).
En parte como resultado de este imperativo, pero también de la creciente riqueza general, hubo un auge de la construcción isabelina, con grandes casas construidas en los estilos más modernos por cortesanos, ricos de las propiedades monásticas adquiridas, que deseaban mostrar su riqueza y estatus. Una de sus características principales fue la gran área de vidrio que disponían, una nueva característica que reemplazó a la necesidad de defender fácilmente los muros externos y que anunciaba la riqueza de los propietarios. Hardwick Hall, por ejemplo, se describió proverbialmente como  «Hardwick Hall, más vidrio que pared». Muchas otras casas prodigio más pequeñas fueron construidas por empresarios y administradores, así como por familias de la nobleza y la nobleza de larga tradición. La gran Doddington Hall, Lincolnshire  fue construida entre 1593 y 1600 por Robert Smythson para Thomas Tailor, quien fue registrador del obispo de Lincoln; «Tailor era abogado y, por lo tanto, rico», dice Simon Jenkins.
Algunos usos recientes del término amplían el significado para describir grandes casas ostentosas en América de períodos posteriores, como las mansiones coloniales en Virginia, descritas por primera vez por Cary Carson.

## Estilo
En muchos aspectos, el estilo de las casas variaba enormemente, pero las características constantes eran el amor por el vidrio, la elección de un lugar elevado, los exteriores simétricos, la coherencia entre todos los lados del edificio, una planta bastante cuadrado, a menudo con pabellones de torres en las esquinas que se elevan por encima la línea principal del techo y un horizonte decorado. En conjunto «... una extraña amalgama de pináculos y torretas exuberantes, ventanas geminadas nativas góticas y decoración renacentista». Muchas casas estaban aisladas, con los establos y otras dependencias a una distancia discreta. El vidrio era entonces un material costoso, y su uso a gran escala era una demostración de riqueza. Los grandes ventanales requerían parteluces, normalmente en piedra, incluso en casas principalmente en ladrillo. Para la edificación principal, se prefería la piedra, a menudo como un revestimiento sobre el ladrillo, pero algunos edificios usaron principalmente ladrillo, por ejemplo, Hatfield House, siguiendo el precedente de Hampton Court y otras casas tempranas. Aunque a menudo había reminiscencias del castillo medieval, las casas carecían excepcionalmente de defensas, en comparación con los equivalentes contemporáneas italianas y francesas.
Tener dos patios internos, que requería un edificio muy grande, era un símbolo de estatus, que se encuentra en  Audley End, en Blickling Hall y en otras. Al final del período isabelino, este estilo extenso, que desarrollaba esencialmente la forma de edificios medievales tardíos como Knole en Kent (que tiene un total de 7 patios) y muchas universidades de Oxbridge , estaba dando paso a edificaciones más altas y compactas con una planta estructural coherente y dramática, haciendo visible toda la forma del edificio desde el exterior de la casa. Hardwick Hall, Burghley House y, en menor escala, Wollaton Hall, ejemplifican esta tendencia. Los exteriores de fuera de la finca de la casa están más decorados que los exteriores internos, como los patios, lo contrario de la prioridad habitual en las casas medievales. Las plantas comunes en forma de E y H, y en efecto la incorporación de una imponente puerta de entrada en la fachada principal, en lugar de disponerla en un patio inicial, aumentaron la visibilidad de las partes más decoradas del exterior.
Los órdenes clásicos a menudo se usaron como decoración, apilados uno encima del otro en los pisos sobre la entrada principal. Pero, con algunas raras excepciones como Kirby Hall, las columnas estaban restringidas a tales características individuales; en otros edificios, como en la Biblioteca Bodleian, se encuentran "Torres de los Cinco Órdenes" similares en el centro de fachadas francamente góticas. En Longleat y Wollaton se utilizaron pilastras poco profundas en las fachadas. Un libro de cuna, The First and Chief Grounds of Architecture, de John Shute (1563) había sido encargado o patrocinado por "Protector Somerset", John Dudley, primer duque de Northumberland, y está registrado en las bibliotecas de muchos clientes importantes de edificios, junto con la  Architettura de Sebastiano Serlio, inicialmente en italiano u otro idioma hasta 1611, cuando Robert Peake la publicó en cuatro  volúmenes en inglés. Varios libros sobre ornamentos, profusamente ilustrados, como los del neerlandés Hans Vredeman de Vries (1560 en adelante) y del alemán Wendel Dietterlin (1598) suministraron gran parte de los detalles decorativos manieristas nórdicos, como el trabajo con flejes. Es evidente por las cartas que sobreviven que los cortesanos mostraron un interés entusiasta y competitivo en asuntos arquitectónicos.

## Interiores
En el interior, la mayoría de las casas todavía tenían una gran sala de estilo medieval, a menudo con una pantalla de piedra o madera en un extremo. Pero esta solo era utilizado para comer por los sirvientes, excepto en ocasiones especiales. La sala principal para que la familia comiera y viviera era la gran cámara (great chamber), generalmente en el primer piso (por encima de la planta baja), una continuación de los desarrollos medievales tardíos. En el siglo XVI, generalmente se agregaba una sala de retiro withdrawing room entre la gran cámara y el dormitorio principal, así como la larga galería. El parlour era otro nombre para una habitación más privada, y cada vez había más en las casas más grandes, donde la familia inmediata ahora comía normalmente, y donde podían retirarse por completo en climas fríos. Aunque el primer corredor moderno en Inglaterra probablemente se construyó en este período, en 1579, seguían siendo raros, y las casas seguían teniendo la mayoría de las habitaciones accesibles solo a través de otras habitaciones, con los espacios más íntimos de la familia al final de una suite.
Las escaleras se volvieron anchas y elaboradas, y normalmente estaban hechas de roble; Burghley y Hardwick son excepciones en el uso de piedra. El nuevo concepto de una gran galería larga (long gallery) fue un espacio importante, y muchas casas tenían espacios para el entretenimiento en la planta superior, ya fuese pequeñas habitaciones en torres sobre la cubierta, o habitaciones muy grandes en el último piso en Hardwick y Wollaton. Mientras tanto, los criados vivían en la planta baja. Esto podía verse como un recuerdo persistente del castillo medieval, donde los espacios domésticos a menudo se ubicaban muy por encima de los soldados, y los puntos de vista eran altamente funcionales, y es una característica que rara vez se encuentra en las grandes casas posteriores durante dos siglos o más. En Hardwick, las ventanas aumentan de tamaño a medida que las plantas se elevan, lo que refleja el creciente estatus de las habitaciones. En varias casas, el techo en su mayor parte plano era parte de los espacios de recepción, con casas de banquetes en las torres a las que solo se podía acceder desde "los cables", y un diseño que permitía caminar para admirar las vistas.

## Arquitectos
No se conoce a menudo quienes fueron los diseñadores, y las figuras principales tenían experiencia en una de las especialidades de la construcción. A veces, los propietarios desempeñaron un papel en el diseño detallado, aunque la época del caballero arquitecto aficionado llegó más tarde. Pocos dibujos originales sobreviven, aunque hay algunos del arquitecto-albañil Robert Smythson (1535-1614) que fue una figura importante; muchas casas al menos muestran su influencia. Robert Lyminge estuvo a cargo de Hatfield y de Blickling. John Thorpe colocó la primera piedra de la Kirby Hall cuando tenía cinco años (su padre era albañil y a menudo se pedía a los niños que realizaran ese ritual) y está asociado con Charlton House, Longford Castle, Condover Hall y la Holland House original, y quizás con Rushton Hall y Audley End.  La demanda de constructores senior calificados, capaces de diseñar y administrar proyectos o partes de ellos, excedió la oferta y, al menos en las casas más grandes, parece que generalmente se les ha habría dado una gran libertad para decidir el diseño real por su clientes ausentes.

## Historia

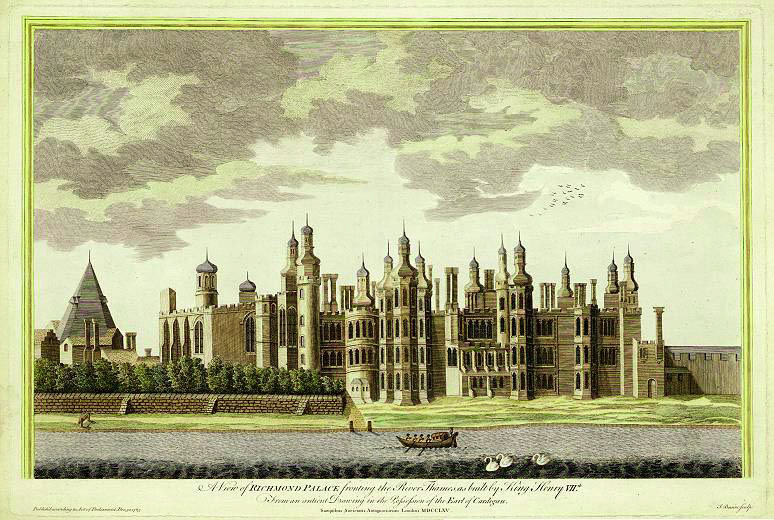
El palacio Richmond desde el suroeste, esencialmente construido por Enrique VII en 1501. Grabado de 1765, de James Basire, "basado en un dibujo antiguo".

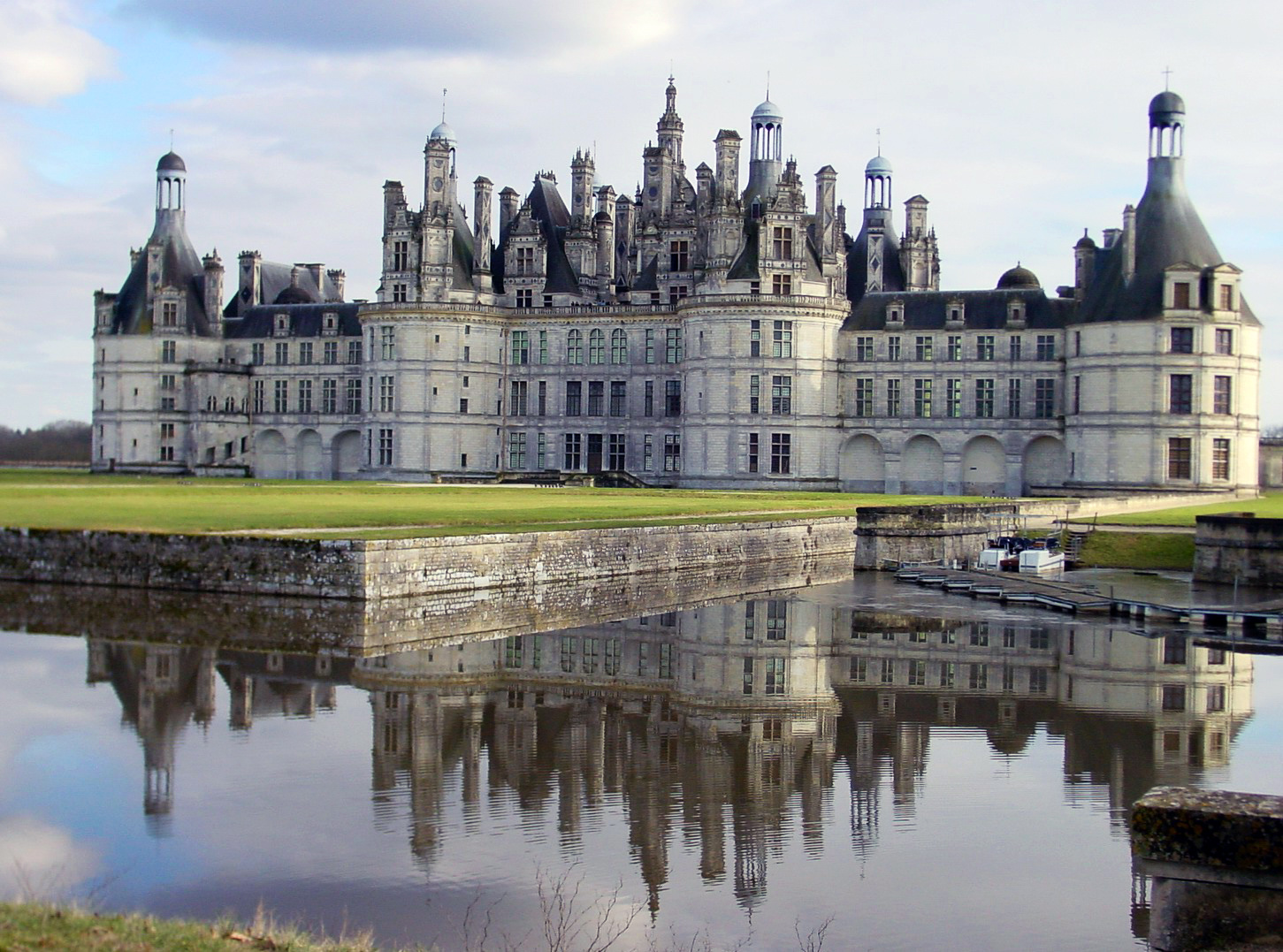
Castillo de Chambord de Francisco I de Francia (construido en 1519-1547)

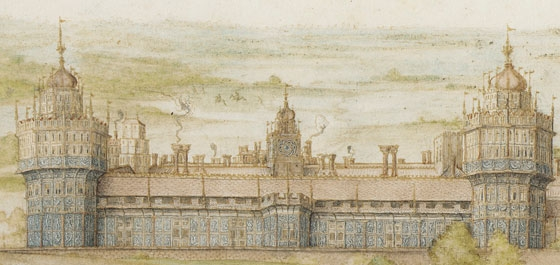
Detalle de la acuarela de 1568 de Joris Hoefnagel de la fachada sur del palacio de Nonsuch

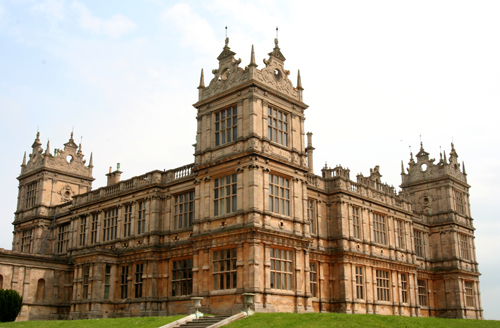
Mentmore Towers, 1852-1854

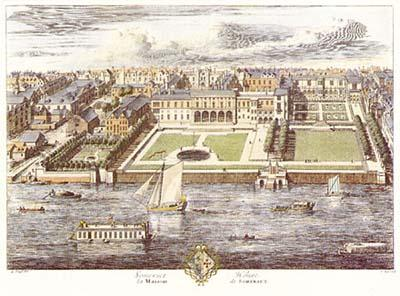
Antigua Somerset House

Se podría decir que la primera «casa prodigio» fue el palacio Richmond de Enrique VII, completado en 1501 pero ahora destruido. Pero como palacio real no se ajusta estrictamente a la definición. El palacio de Hampton Court, construido por el cardenal Wolsey pero asumido por el rey tras su caída, es sin duda un ejemplo. La tendencia continuó a través de los reinados de Enrique VIII y de Isabel I, y fue en el reinado de Jaime I, cuando alcanzó su apogeo. Enrique fue él mismo un constructor prolífico, aunque poco de su trabajo sobrevive, pero la prudente Isabel (como sus hermanos) no construyó nada ella misma, sino que alentó a sus cortesanos a «.... construir en una escala que en el pasado habría sido vista como un amenaza dinástica».
Otros ven la Somerset House original en Strand, Londres, como la primera casa prodigio, o al menos como el primer intento inglés de un estilo clásico completo y coherente. El castillo de Chambord de Francisco I  de Francia (construido entre 1519 y 1547), junto con algunos otros castillos del valle del Loira,  tenía ya muchas de las características que tendrán las casas inglesas, y ciertamente influyó en el palacio de Nonsuch de Enrique VIII.
Importantes familias políticas como los Cecils y los Bacons fueron constructores en serie de casas. Estas familias recién nacidas eran generalmente los constructor más frenéticos. Los sitios fueron elegidos por su potencial conveniencia para los progresos reales, en lugar de ser el centro de las tierras, que eran atendidas por agentes o cualquier base de poder político local.
El término casa prodigio deja de usarse para las casas construidas después de aproximadamente 1620. A pesar de algunas características de casas más estrictamente clásicas, como  la Wilton House  (cuya reconstrucción fue comenzada en 1630),  continúa con las de la casa prodigio, el término ya no se usa para ellas. Casas mucho más tardías, como Houghton Hall y el palacio de Blenheim muestran una afición persistente por los elementos del estilo prodigio del siglo XVI.
En el siglo XIX comenzaron los revivals  jacobinos, más espectacularmente en Harlaxton Manor, que Anthony Salvin comenzó en 1837. Esto logró impartir una arrogancia barroca al vocabulario del manierismo nórdico. Mentmore Towers, de Joseph Paxton, es un enorme revival de un estilo tipo Smythson, y como Westonbirt House (Lewis Vulliamy, 1860) y Highclere Castle (sir Charles Barry 1839-1842, escenario de la serie de TV Downton Abbey), es algo así como un Wollaton inflado. La casa real de Sandringham en Norfolk incluye elementos prodigios en sus estilos mixtos. Además de en las casas privadas, los elementos del estilo prodigio fueron populares, al menos para los exteriores, en todos los demás tipos de edificios públicos y edificios de oficinas diseñados para impresionar.
Muchas de las casas fueron demolidas más tarde, en la Guerra Civil inglesa o en otras épocas, y muchas fueron opacadas por la reconstrucción posterior. Pero el período retuvo un prestigio, especialmente para las familias que consiguieron la fama durante el mismo, y en muchos exteriores al menos se mantuvo en gran medida. Los frentes septentrionales de The Vyne y Lyme Park  son ejemplos de una mezcla ligeramente incongruente de elementos isabelinos y paladianos en una sola fachada.

## Crítica

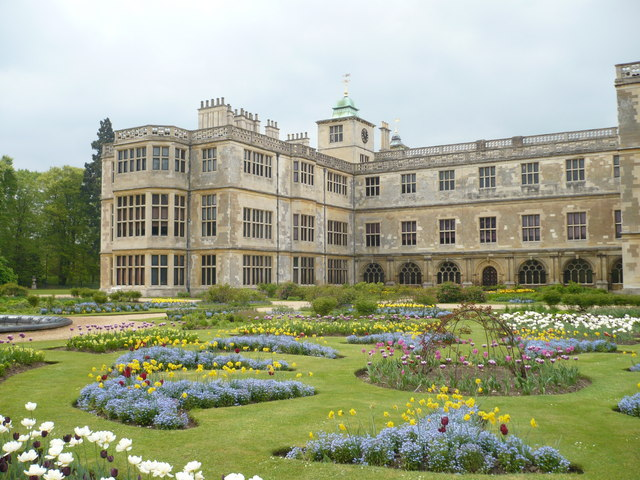
La parte trasera de Audley End

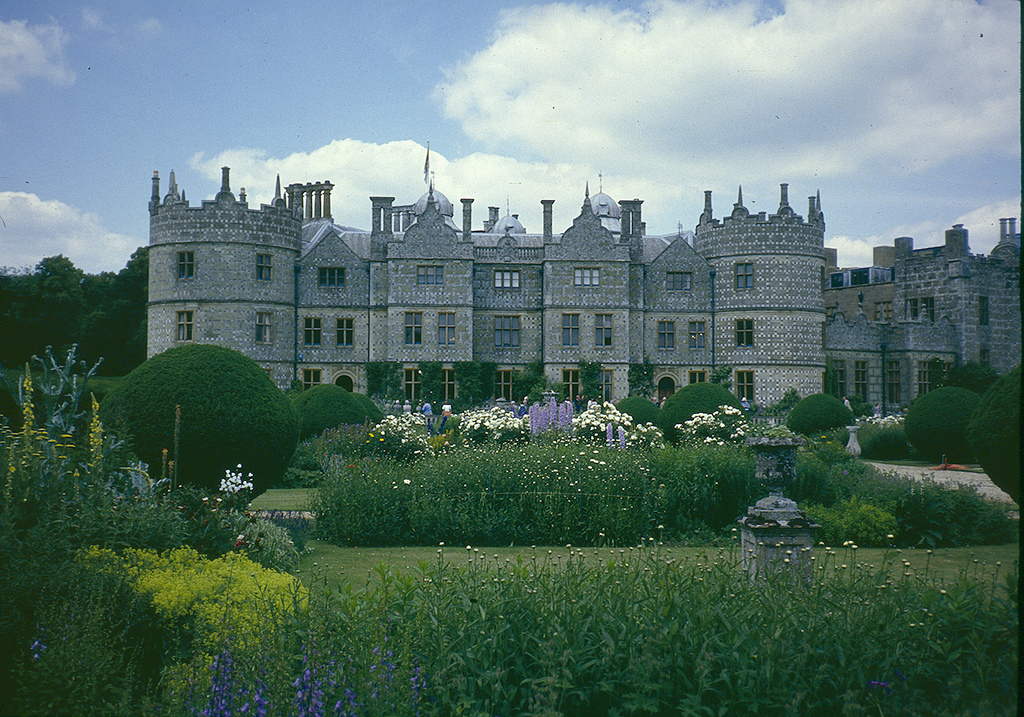
Castillo de Longford, construido sobre una planta triangular

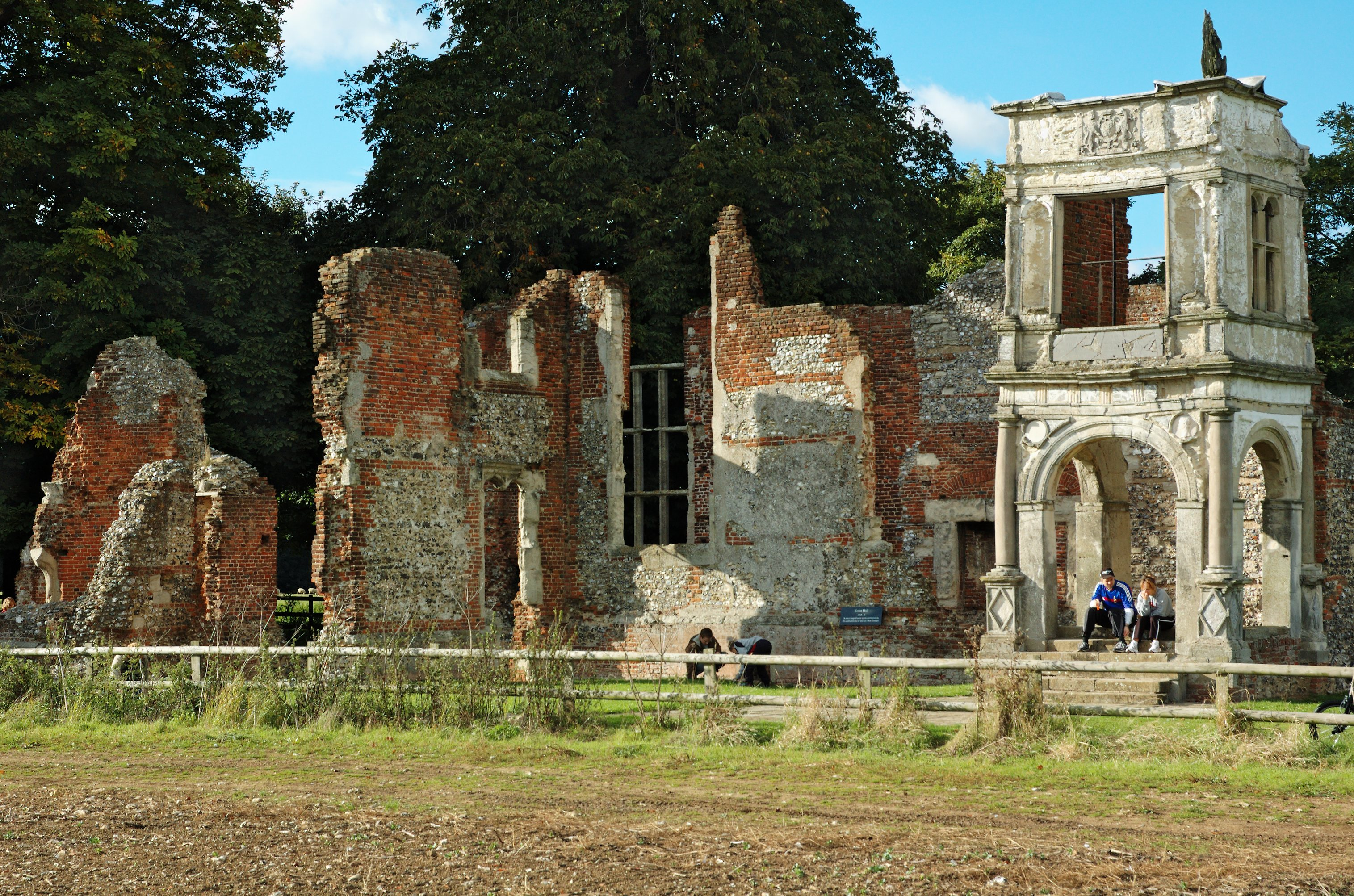
Las ruinas de la antigua casa de Gorhambury

Las casas atrajeron críticas desde el principio, sorprendentemente a menudo de sus propios dueños. El halagador poema To Penshurst, de Ben Jonson (1616),  contrasta
Penshurst Place, una gran e importante casa medieval tardía que se extendió en un estilo similar bajo Elizabeth, con las casas prodigiosas:

Tu no estás, Penshurst, construida para mostrar envidia,
De tacto o mármol; ni alardear de una fila
de pilares pulidos, o un techo de oro;
No tienes linterna, de la que se cuentan cuentos,
O escalera, o patios; pero antigua te yergues...

Y aunque tus muros sean de piedra del país,
Se crían sin la ruina de ningún hombre, sin el gemido de ningún hombre;
No hay nadie que se preocupe por ellas que las desee;
Pero todos entran, el granjero y el payaso...

Ahora, Penshurst, los que te van comparando
Con otros edificios, cuando miran
Esos montones orgullosos y ambiciosos, y nada más,
Podrán decir que sus señores han construido, pero tu señor habita.
Thou art not, Penshurst, built to envious show,
Of touch or marble; nor canst boast a row
Of polished pillars, or a roof of gold;
Thou hast no lantern, whereof tales are told,
Or stair, or courts; but stand’st an ancient pile, ...

And though thy walls be of the country stone,
They’re reared with no man’s ruin, no man’s groan;
There’s none that dwell about them wish them down;
But all come in, the farmer and the clown, ...

Now, Penshurst, they that will proportion thee
With other edifices, when they see
Those proud, ambitious heaps, and nothing else,
May say their lords have built, but thy lord dwells.

## Alternativas
Aunque el estilo se volvió dominante para las casas muy grandes alrededor de 1570, había otras alternativas. En el castillo de Kenilworth, Robert Dudley, primer conde de Leicester, no quiso perder las asociaciones históricas reales de su edificio, y desde 1563 lo modernizó y amplió para armonizar lo antiguo y lo nuevo, aunque las extensiones de vidrio todavía impresionaron a los habitantes de los Midlands. Bolsover Castle, Broughton Castle, Haddon Hall y Carew Castle en Gales fueron otras expansiones comprensivas de un castillo medieval. El estilo vernáculo de entramado de madera retuvo algo de la popularidad para las casas de clase alta como la Speke Hall y Little Moreton Hall,  principalmente en áreas donde no había buena piedra de construcción.
Tempranamente, Compton Wynyates (comenzada hacia 1481, y muy ampliada entre 1515 y 1525) era un revoltijo decididamente asimétrico de estilos esencialmente medievales, que incluía prominentes entramados de madera en los gabletes de la fachada. También se encuentra en un hueco, como solían hacer las casas medievales, evitando lo peor del viento. Por el contrario, las casas prodigio, como los castillos que tenían delante, a menudo elegían deliberadamente sitios expuestos donde podían dominar el paisaje (Wollaton, Hardwick); sus dueños en su mayoría anticiparon que no  estarían allí en invierno.

## Ejemplos

### Esencialmente intactas

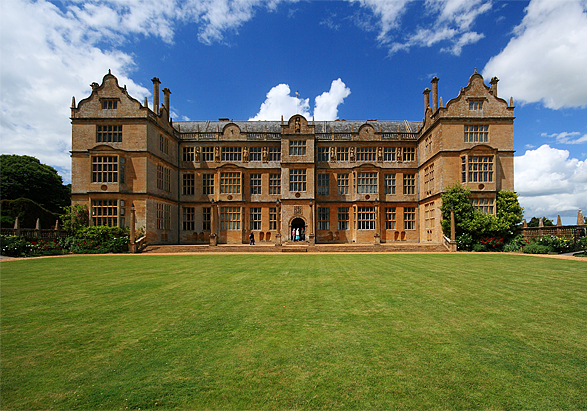
Fachada oriental de Montacute House (1598), Somerset

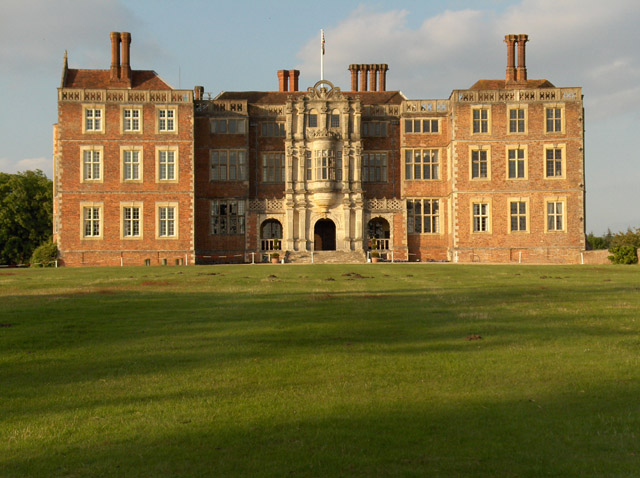
Bramshill House

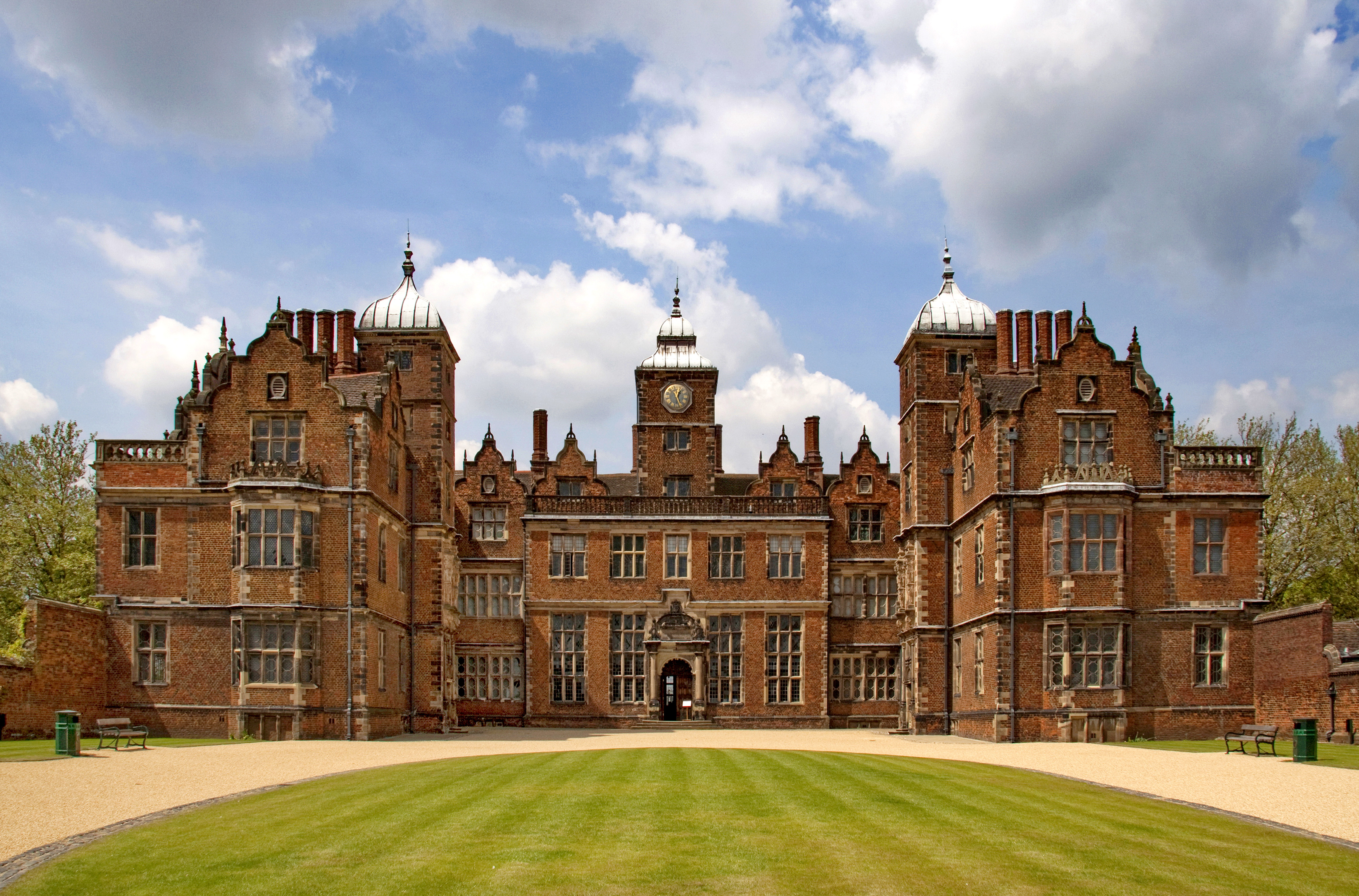
Aston Hall

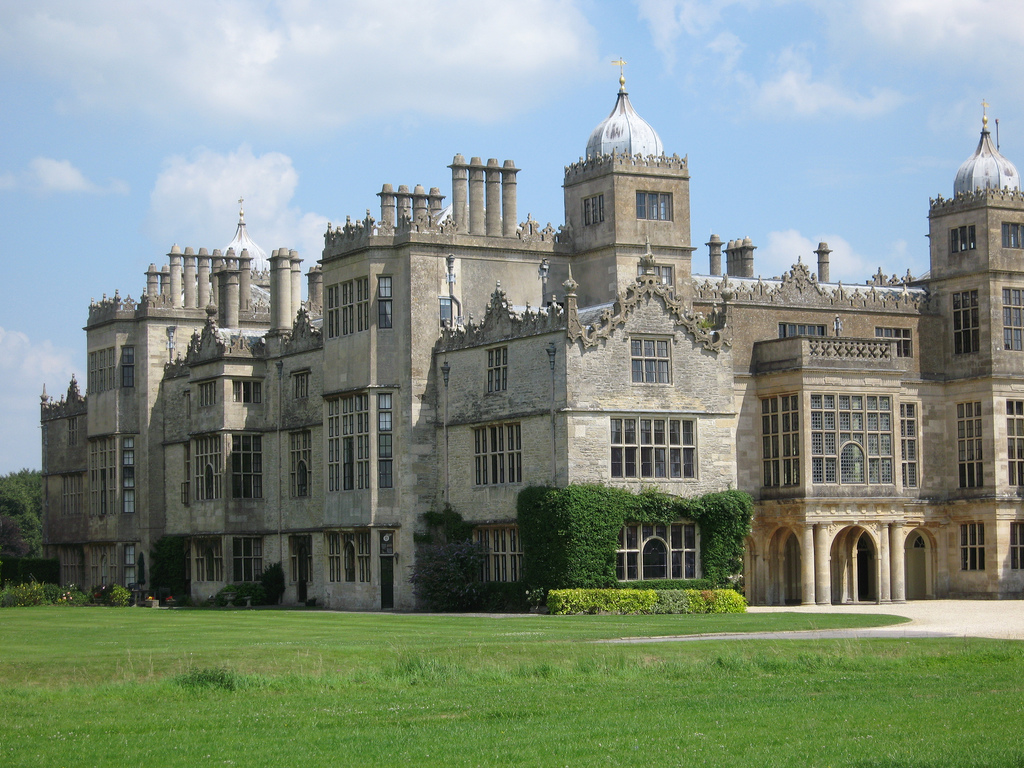
Charlton House

(especialmente en el exterior)
Burghley House, Cambridgeshire
Longleat House, Wiltshire
Hatfield House
Wollaton Hall, Nottingham
Hardwick Hall, Derbyshire
Longford Castle, Wiltshire
Castle Ashby House, Northamptonshire
Montacute House (1598), Somerset
Bramshill House, Hampshire
Aston Hall, Birmingham
Charlton Park, Wiltshire
Barrington Court, Somerset, temprana planta en E isabelina
Astley Hall, Chorley, Lancashire
Doddington Hall, Lincolnshire
Fountains Hall, North Yorkshire, built with stone from Fountains Abbey next door
Charlton House, Londres, relatively modest, to house James I's young son
East Barsham Manor, Norfolk
Burton Constable Hall, Yorkshire (exterior)

#### Ejemplos temprano del periodo de Enrique
Hampton Court Palace
Hengrave Hall, Suffolk
Sutton Place, Surrey

### Parcialmente destruidas
Audley End, Essex, parte destruida
Kirby Hall, Northamptonshire, parte destroyed shell
Layer Marney Hall, Essex, Henrician and only ever part-built
Berry Pomeroy, Devon, construida por los Seymours pero nunca completada.

### Hoy destruidas
Palacio de Nonsuch, Surrey, un palacio real de Enrique VIII, ahora desaparecido
Theobalds House
Holdenby House
Old Gorhambury House, Hertfordshire
Worksop Manor
Rocksavage, Cheshire
Wimbledon House
Oxwich Castle, West Glamorgan, permanecen ruinas importantes